# Famille Cruse
La famille Cruse est une famille française protestante, originaire du duché d'Holstein, fixée en Bordelais au début du XIXe siècle, où elle est toujours représentée.

## Histoire
Les Cruse, olim Kruse, sont originaires d'Holstein, de la ville de Krempe où l'ancêtre Hans Cruse (1650-1734) était brasseur. Ils s'installent en Bordelais en 1815, avec la fondation en 1819 par Herman Cruse (1790-1855), fils du pasteur Johann-Christian Cruse (1742-1828), de la maison Cruse & Hirschfeld, devenue ensuite Cruse & Fils frères (C&FF), puissante maison de négoce de vins et spiritueux disparue vers 1980. Napoléon III la visite en 1851. La marque existe encore.

## Personnalités de la famille
- Johann-Christian Cruse (1742-1828), pasteur luthérien, prieur de Bad Segeberg. 
  - Herman Ier Cruse (1790-1855), négociant, consul de Hambourg à Bordeaux, fondateur de la Maison Cruse & Hirschfeld.
    - Herman II Cruse (1820-1877), consul de Hambourg à Bordeaux, administrateur de la Banque de France.
      - Herman III Cruse (1850-1925)
      - Frédéric Cruse (1854-1933)
        - Roger Cruse (1881-1971), docteur en droit, négociant de vin, conseiller municipal adjoint au maire de Bordeaux, président de la société d'économie politique de Bordeaux, président de la Ligue des Contribuables de la Gironde, homme de lettres.
        - Christian Cruse (1884-1975), négociant en vins, président de la Commission d'Exportation des Vins de France, président de la société protectrice de l'Enfance de Gironde, chevalier de la Légion d'honneur.
        - Philippe Cruse (1889-1952), banquier, chef d'Escadron de réserve, officier de la Légion d'honneur[3].
        - Emmanuel Cruse (1892-1968).

      - Henri Cruse (1861-1944)
        - Stéphane Cruse (1891-1966), négociant en vins, propriétaire du Château du Dehez.
        - Jean Cruse (1900-1979), négociant en vins, conseiller municipal du Taillan, président de la Société Canine de Guyenne, maître d'équipage, éleveur au Haras de la Dame Blanche, chevalier de la Légion d'honneur.
        - Herman IV Cruse (1903-1975), ingénieur agronome.

    - Adolphe Cruse (1823-1894), homme d'affaires, chevalier de la Légion d'honneur[4], s.p.
    - Édouard Cruse (1824-1881), acquéreur du château Giscours.
    - Mathilde Cruse (1829-1851), ép. Louis-Armand Lalande (1820-1894).

### Autres personnalités
- René Cruse (1922-2017), pasteur, militant pacifiste, écologiste et écrivain
- Jean-Paul Cruse (1948), journaliste, écrivain et syndicaliste

## Alliances
Les principales alliances de la famille sont : Lawton, Guestier, Gervain (de), Luze (de), Baour, Lalande, Girod, Durand-Dassier, Chopin de la Bruyère, Sorbé, Pourtalès (de), Le Gall du Tertre, Teysonnière de Gramont, Bonnechose (de), Maurel, Schÿler-Schröder, Trapaud de Colombe.

## Pour approfondir